# História da arquitetura
A História da arquitetura é uma subdivisão da História da Arte responsável pelo estudo da evolução histórica da arquitetura, seus princípios, ideias e realizações. Esta disciplina, assim como qualquer outra forma de conhecimento histórico, está sujeita às limitações e potencialidades da história enquanto ciência: existem diversas perspectivas em relação ao estudo da arquitetura, a maior parte das quais ocidentais.
Na maioria dos casos (mas nem sempre), os períodos estudados pela História da Arquitetura correm paralelos aos da História da Arte, embora existam momentos em que as estéticas se sobreponham ou se confundam. Não raro, uma estética que é considerada vanguardista nas artes plásticas ainda não ter encontrado sua representação na arquitetura, e vice-versa. A história da arquitetura define-se, assim, como história da arte do disegno com todas as limitações que isso traz em relação ao enquadramento do objeto arquitetónico: o edifício isolado, desmembrado em planos e elementos ornamentais que dão suporte mais à análise estilística que a uma análise do espaço.
Dos tijolos de barro seco ao concreto armado, das casas mais primitivas aos arranha-céus, das primeiras tumbas sagradas às grandiosas catedrais europeias, de pequenos vilarejos pré-históricos às ilhas artificiais, o arquiteto continua contando a história do Planeta Terra, em linhas, texturas e cores. Assim como acontece com quase toda atividade humana, é difícil determinar um período histórico ou uma região e dizer que a arquitetura começou naquele momento. A primeira notícia que se tem dela está ligada às cidades pioneiras que surgiram no Oriente Médio e na Ásia Central no sétimo milênio a.C. quando as primeiras residências foram construídas, usando tijolos de lama secados ao sol, conhecidos como tijolos crus — material que, ainda hoje, é um dos mais utilizados, principalmente em construções vernaculares.
Partindo das indicações de Vitrúvio e, em particular, das primeiras releituras interpretativas sistemáticas do seu De architectura (século I a.C.) nos séculos XV e XVI, a arte da arquitetura adquiriu um carácter disciplinar que a tornou cada vez mais parecida a uma ars liberalis em vez de uma mera ars mechanica como era geralmente considerada, tal qual a medicina, na época de Augusto (século I a.C. - I d.C.) e, de novo, durante a Idade Média. Desde o Renascimento, a proliferação significativa e constante de textos (manuscritos e impressos, acompanhados ou não de desenhos e ilustrações) escritos em torno das questões da arquitetura contribuiu decisivamente para a formulação teórica e a determinação científico-disciplinar de uma atividade profissional essencialmente empírica, embora baseada em tradições e princípios de construção. De uma prática artesanal quase anónima, com segredos e conhecimentos específicos que só poderiam ser adquiridos frequentando uma oficina-laboratório, a arquitetura etc. Emancipou-se cada vez mais dessa estreita esfera formativa, tornando-se sensível a estímulos e solicitações de natureza mais ampla e variada. É, de fato, ao fenômeno singular dos tratados dos séculos XV e XVI (LB Alberti, Filarete, Francesco di Giorgio, S. Serlio, Vignola, Palladio, V. Scamozzi, etc.) que devemos o desencadeamento daquele longo processo evolutivo e distintivo que tanto caracterizou e caracteriza a disciplina arquitetónica a ponto de permitir à historiografia crítica (desde o século XVII) defini-la como uma arte 'única entre as artes'. Apesar da afirmação da arquitetura como arte e ciência, e da presença de aspectos subjetivos ligados à percepção do espaço na concepção das obras, a racionalidade do disegno readquire o seu papel de representação "científica", reafirmando-se como essência do ensino oficial da disciplina. Como observa Didi-Huberman a imagem permite a desconstrução temporal, já que expõe a heterogeneidade subjacente aos períodos ditos históricos. Se a história da arte é mais uma poética — ou uma montagem não científica do saber — que uma ciência exata e universal , as imagens que a instrumentalizam são capazes de desconstruir o edifício histórico, mostrando a fragmentação das idéias sobre a arte que, apesar de contemporâneas, não são homogêneas. No caso da história da arquitetura, as imagens se encontram no centro da discussão sobre a pertinência do desenho como essência da arquitetura.
A escrita sistemática, portanto, e especialmente o componente teórica, vagamente explícita ou decididamente tendenciosa, que subjaz aos tratados de arquitetura, diferenciando-os de simples manuais práticos ou guias técnico-construtivos, determinaram a transformação decisiva do projeto arquitetónico numa disciplina moderna, cientificamente avaliável e com princípios transmissíveis, transcendendo os limites de uma troca estrita de experiências. O papel inovador da escrita deve, no entanto, ser associado ao papel tradicional do desenho (planeamento ou representacional: desenho, perspectiva), entendido, no entanto, como um meio inevitável entre a concepção e a construção e entre o projeto e a comunicação. Este papel, o do desenho, prefigurativo em relação à fábrica e tornado cada vez mais necessário também para satisfazer as necessidades avaliativas de uma clientela ampla e variada.

## Cronologia
| “ | A história da arquitetura teve início quando o Homem construiu sobre a Terra marcos para delimitação de espaços. Com engenho e arte construiu arquiteturas diversas, através das quais se foi apropriando do território, definindo um novo espaço tangível e dando significado referencial e identitário ao espaço que habitava. Desta cronologia mais recuada são poucos os vestígios sobre espaços destinados para habitação — as casas. Foram sobretudo as arquiteturas funerárias — parastades, mamoas, menires e cromeleques — com função e significado espiritual (simbólico) as que mais resistiram ao Tempo. Eram estruturas robustas e sólidas construídas para permanecerem no Tempo Longo cuja necessidade se sobrepunha às frugalidades socias do quotidiano. Essas arquiteturas que perduraram revelam práticas culturais e espirituais enraizadas e, acima de tudo, um significado concreto que confere sentido e coesão ao grupo humano. | ” |
| — Manuel Joaquim Moreira da Rocha, em História da Arquitetura – Perspetivas Temáticas, Porto, Empresa Gráfica, Lda, novembro de 2018 | |   |

As primeiras grandes obras de arquitetura remontam à Antiguidade, mas é possível traçar as origens do pensamento arquitetônico em períodos pré-históricos, quando foram erguidas as primeiras construções humanas.

### Pré-História

#### Paleolítico
Os humanos e os seus antepassados têm vindo a criar vários tipos de abrigos há pelo menos centenas de milhares de anos, e a construção de abrigos pode ter estado presente no início da evolução dos hominídeos. Todos os grandes símios constroem "ninhos" para dormir, embora em diferentes frequências e graus de complexidade. Os chimpanzés constroem regularmente ninhos com ramos entrelaçados; estes variam consoante o clima (os ninhos têm uma cama mais espessa quando está frio e são construídos com suportes maiores e mais fortes em climas ventosos ou chuvosos). Os orangotangos constroem atualmente os ninhos mais complexos de entre todos os grandes primatas não humanos, com tetos, mantas, almofadas e "beliches".
Acredita-se que as práticas de construção de ninhos tenham sido ainda mais importantes para a evolução da criatividade humana e da capacidade de construção do que o uso de ferramentas, uma vez que os hominídeos passaram a ser obrigados a construir ninhos não apenas adaptadas às circunstâncias peculiares, mas como formas de sinalização. As características arbóreas, como mãos altamente preênseis para a construção especializada de ninhos e abrigos, também terão beneficiado os primeiros hominídeos em ambientes imprevisíveis e climas mutáveis. Muitos hominídeos, especialmente os primeiros, como o Ardipithecus e o Australopithecus mantiveram tais características e podem ter optado por construir ninhos em árvores, quando disponíveis. O desenvolvimento de uma "base" há 2 milhões de anos pode também ter fomentado a evolução da construção de abrigos ou esconderijos protegidos. Independentemente da complexidade da construção do ninho, os primeiros hominídeos podem ainda ter dormido em condições mais ou menos "abertas", a menos que tenha sido oferecida a oportunidade de um abrigo rochoso. Estes abrigos rochosos poderão ter sido utilizados no seu estado original, com poucas outras alterações com ninhos e lareiras, ou no caso de bases estabelecidas — especialmente entre os hominídeos posteriores — poderiam ser personalizados com arte rupestre (no caso de Lascaux) ou outro tipo de estruturas estéticas (no caso da Caverna Bruniquel entre os neandertais) Em casos de dormir em campo aberto, o etólogo holandês Adriaan Kortlandt propôs uma vez que os hominídeos poderiam ter construído cercados temporários de arbustos espinhosos para afastar os predadores, o que apoiou utilizando testes que mostraram que os leões se tornavam avessos à comida se estivessem perto de ramos espinhosos.
Há, porém uma diferença ― muito importante ― entre construção e arquitetura. Os animais podem construir. Os cupins constroem ninhos altíssimos no sertão australiano. Os pássaros constroem ninhos, as abelhas constroem colmeias, inigualáveis no senso inato da geometria e no conhecimento de materiais leves. Os humanos todavia, desenvolveram a arquitetura, a qual é, grosso modo, a ciência e a arte de construir, sendo mais poético, o momento em que um edifício é imbuído de uma magia sábia que o transforma de mero abrigo em obra de arte consciente de si. Essa arte pode tanto ofender e confundir como deleitar.
Em 2000, arqueólogos da Meiji University em Tóquio afirmaram ter encontrado dois alinhamentos pentagonais de buracos de postes numa encosta perto da aldeia de Chichibu, interpretando-os como duas cabanas datadas de há cerca de 500.000 anos e construídas pelo Homo erectus. Atualmente, as primeiras estruturas construídas para este fim, confirmadas, encontram-se em França, no sítio arqueológico de Terra Amata, juntamente com a evidência mais antiga de fogo artificial, há cerca de 400.000 anos.  Devido à natureza perecível dos abrigos desta época, é difícil encontrar evidências de habitações para além das lareiras e das pedras que poderão estar relacionadas com a construção da fundação de uma habitação. Perto de Wadi Halfa, Sudão, o sítio Arkin 8 contém círculos de arenito com 100.000 anos que eram provavelmente as pedras os alicerces para tendas. No leste da Jordânia, as marcas de buracos no solo dão evidências de casas feitas de postes e palha há cerca de 20 mil anos. Nas zonas onde o osso — especialmente o osso de mamute — é um material viável, as evidências de estruturas são preservadas muito mais facilmente, como nas habitações de ossos de mamute entre a cultura de Mal’ta-Buret, há 24 a 15 mil anos, e em Mezhirich, há 15 mil anos. O Paleolítico Superior, de um modo geral, caracteriza-se pela expansão e crescimento cultural dos humanos anatomicamente modernos (bem como pelo crescimento cultural dos neandertais, apesar da sua constante extinção nesta época) e, embora não tenhamos actualmente dados sobre habitações construídas antes dessa época, as habitações desta era começam a apresentar sinais mais comuns de modificação estética, como em Mezhirich, onde presas de mamute gravadas podem ter formado a "fachada" de uma habitação.

#### Arquitetura neolítica

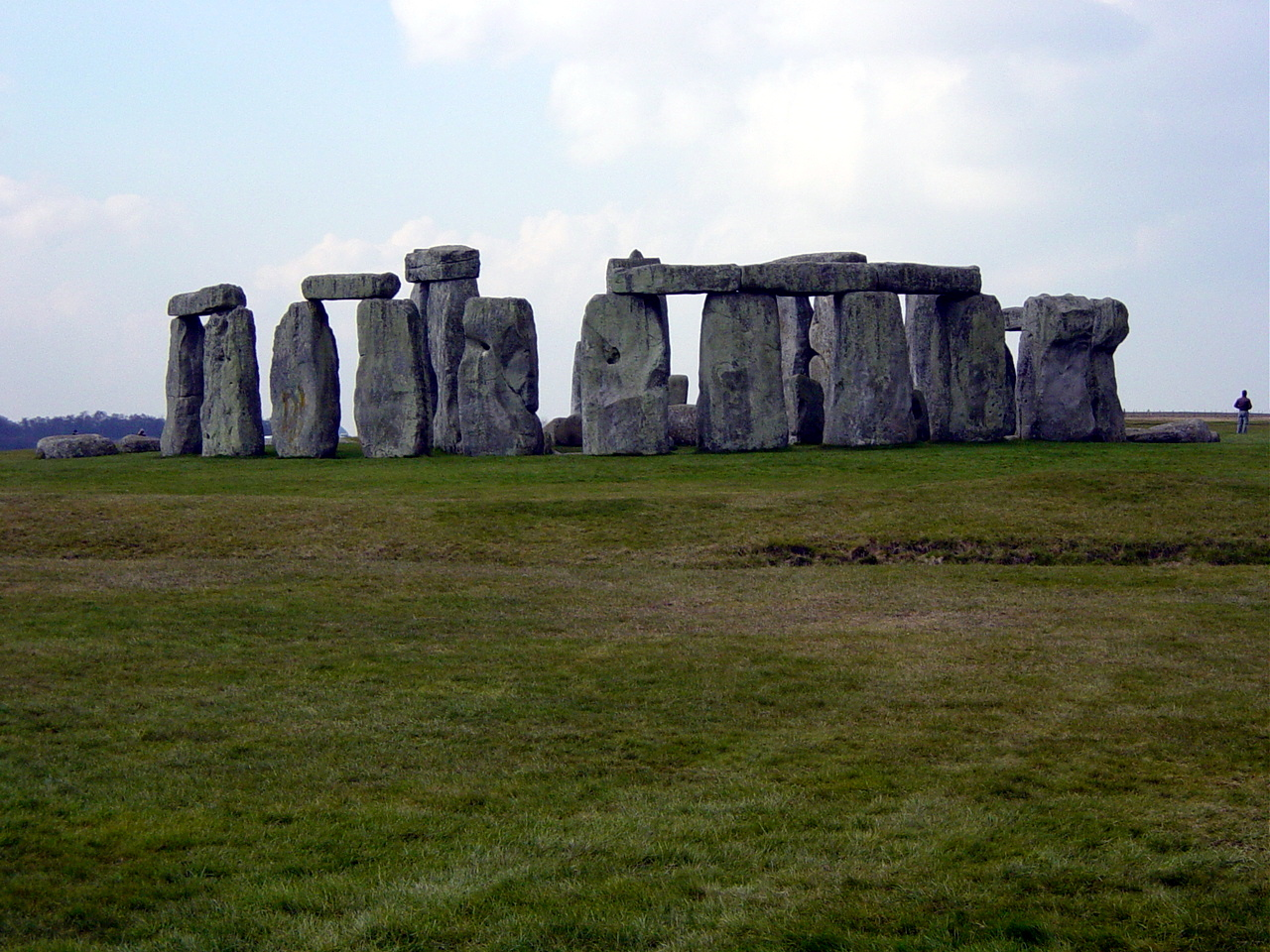
Stonehenge, o mais conhecido monumento pré-histórico

Durante a Pré-História surgem os primeiros monumentos e o Homem começa a dominar a técnica de trabalhar a pedra. No sudoeste da Ásia, as culturas neolíticas aparecem logo após 10.000 a.C., inicialmente no Levante (Neolítico pré-cerâmico A e Neolítico pré-cerâmico B) e depois para o leste e oeste. As primeiras estruturas e edifícios neolíticos podem ser encontrados no sudeste da Anatólia, Síria e Iraque por volta de 8.000 a.C. com o aparecimento pela primeira vez das sociedades agrícolas no sudeste da Europa por volta de 6.500 a.C. e na Europa Central por volta de 5.500 a.C. (dos quais os primeiros complexos culturais incluem o Starčevo-Koros (Cris) , Linearbandkeramic O Neolítico Pré-Olaria A é um período caracterizado pelo aumento da sedentarização das comunidades humanas, com o desenvolvimento de núcleos habitados maiores, novas formas de arquitetura doméstica e edifícios comunitários e o aparecimento dos primeiros complexos monumentais que podem ter tido uma função ritual, como Göbekli Tepe . Neste período surgiram as primeiras cidades cuja configuração era limitada pela existência de muralhas e pela proteção contra ameaças externas. A segunda tipologia desenvolvida foi a arquitetura religiosa . A humanidade foi confrontada com um mundo povoado por deuses vivos, gênios e demônios: um mundo que ainda não conhecia nenhuma objetividade científica. A maneira como os indivíduos transformavam seu ambiente imediato era naquela época muito influenciada pelas crenças religiosas. Muitos aspectos da vida diária eram baseados no respeito ou adoração ao divino e ao sobrenatural.
As primeiras comunidades agrícolas usavam os materiais disponíveis: madeira, pedra e juncos entrelaçados e cobertos com lama, e as moradias de Jericó de c. 9000 a.C., considerada a primeira cidade da história, no Oriente Próximo , onde a madeira era escassa, o material mais difundido eram tijolos de barro secos ao sol, feitos de uma mistura de areia, argila, água e normalmente palha, fixada com lama. Foram encontrados tijolos de barro bem preservados dum sítio em Tel Tsaf no Vale do Jordão datados de 5200 a.C., embora não haja evidências de que qualquer um dos sítios tenha sido o primeiro a usar a tecnologia. As evidências sugerem que a composição dos tijolos de barro em Tel Tsaf sobreviveu por pelo menos 500 anos, ao longo do Eneolítico.
O poder divino, portanto, era equivalente (ou até superava) o poder secular, tornando os palácios e templos os principais edifícios dentro das cidades. Esta importância dos edifícios significava que a figura do arquiteto estava associada aos sacerdotes (como no antigo Egito) ou aos próprios governantes e que a execução era acompanhada por vários rituais que simbolizavam o contacto do homem com o divino. As cidades marcavam como que uma interrupção da natureza selvagem, eram consideradas um espaço sagrado no meio do espaço natural. Da mesma forma, os templos dentro das cidades marcavam a vida dos deuses no meio do ambiente humano. As necessidades de infraestruturas destas primeiras cidades tornavam também necessário o progresso técnico das obras de engenharia.
O abrigo, como sendo a construção predominante nas sociedades primitivas, será o elemento principal da organização espacial de diversos povos. Este tipo de construção ainda pode ser observado em sociedades não totalmente integradas na civilização ocidental, como os povos ameríndios, africanos, aborígenes, entre outros. A presença do abrigo no inconsciente coletivo destes povos é tão forte que ela marcará a cultura de diversas sociedades posteriores: vários teóricos da arquitetura, em momentos diversos da história (Vitrúvio, na Antiguidade, Alberti na Renascença, Joseph Rykwert, mais recentemente) evocarão o mito da cabana primitiva. Este mito, variando de acordo com a fonte, prega que o ser humano recebeu dos deuses a Sabedoria para a construção de seu abrigo, configurado como uma construção de madeira composta por quatro paredes e um telhado de duas águas.
Os megálitos encontrados na Europa e no Mediterrâneo também foram erguidos no período Neolítico. Esses monumentos incluem túmulos megalíticos, templos e diversas estruturas cuja função é desconhecida. A arquitetura tumular normalmente é facilmente distinguida pela presença de restos humanos que terão sido originalmente enterrados, muitas vezes propositadamente. Outras estruturas podem ter desempenhado uma função mista, agora caracterizado como religioso, ritualístico, astronómico ou político. A distinção moderna entre as várias funções arquitetónicas com as quais estamos familiarizados hoje torna difícil para nós pensar em algumas estruturas megalíticas como pontos centrais socioculturais multifuncionais. Tais estruturas teriam servido a uma mistura de funções socioeconômicas, ideológicas, políticas e, de fato, ideais estéticos.
As estruturas megalíticas de Ġgantija, Tarxien, Ħaġar Qim, Mnajdra, Ta' Ħaġrat, Skorba e edifícios satélites de menor dimensão em Malta e Gozo, aparecem pela primeira vez por volta de 3600 a.C., representam um dos primeiros exemplos de uma declaração arquitetónica totalmente desenvolvida na qual estética, localização, design e engenharia se fundiram em monumentos independentes. Stonehenge, outro edifício bem conhecido do Neolítico, e posteriormente, entre 2600 e 2400 a.C. as pedras de sarsen. No seu auge, a arquitetura neolítica marcou o espaço geográfico; a sua monumentalidade durável incorporava um passado, talvez feito de memórias e recordações.

### Antiguidade

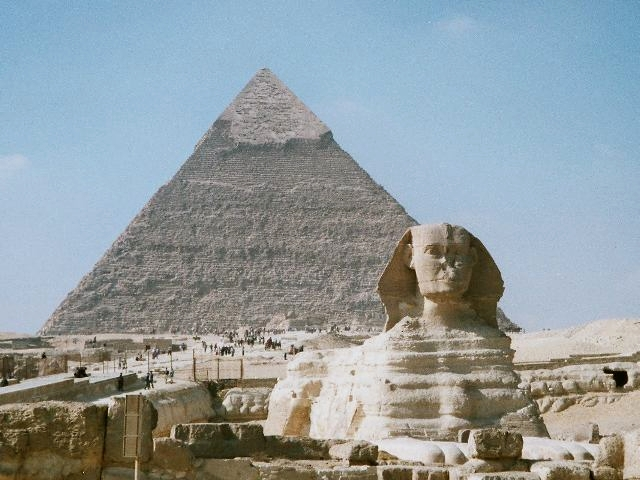
Pirâmides egípcias

À medida que as comunidades humanas evoluíam e aumentavam, acometidas pelas ameaças bélicas constantes, a primeira modalidade arquitetônica a se desenvolver foi essencialmente a militar.
A humanidade confrontava-se com um mundo povoado de deuses vivos, gênios e demónios: um mundo que ainda não conhecia nenhuma objetividade científica. O modo como os indivíduos lidavam com a transformação de seu ambiente imediato era então bastante influenciado pelas suas crenças. Muitos aspectos da vida cotidiana estavam baseados no respeito ou na adoração ao divino e ao supernatural. O poder divino, portanto, equiparava-se (ou mesmo superava) o poder secular, fazendo com que os principais edifícios das cidades fossem os palácios e os templos. Esta importância fazia com que a figura do arquitecto estivesse associada aos sacerdotes (como no Antigo Egito) ou aos próprios governantes e a execução dos edifícios era acompanhada por diversos rituais que simbolizavam o contato do Homem com o divino.
As cidades marcavam uma interrupção da natureza selvagem, consideradas o espaço sagrado em meio natural. Da mesma forma, os templos dentro das cidades marcavam a morada dos deuses em meio ao ambiente humano.

#### Divisões
- Arquitetura egípcia
- Arquitetura da Mesopotâmia
- Arquitetura assíria
- Arquitetura babilônia
- Arquitetura etrusca
- Arquitetura minoica
- Arquitetura micênica
- Arquitetura herodiana
- Arquitetura persa
- Arquitetura suméria

##### Antiguidade clássica

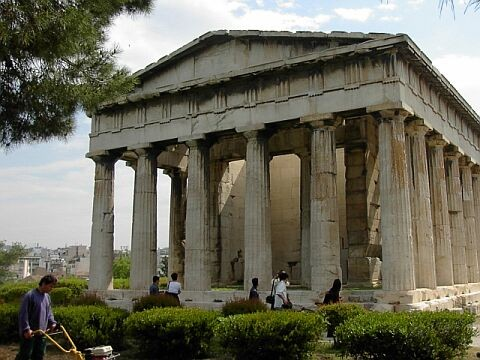
Templo de Hefesto em Atenas: arquitetura clássica grega

A arquitetura e o urbanismo praticados pelos gregos e romanos destacava-se bastante dos egípcios e babilônios na medida em que a vida cívica passava a ganhar importância. A cidade torna-se o elemento principal da vida política e social destes povos: os gregos desenvolveram-se em cidades-estados e o Império Romano surgiu de uma única cidade. Durante os períodos e civilizações anteriores, os assuntos religiosos eram eles mesmos o motivo e a manutenção da ordem estabelecida; no período greco-romano o mistério religioso ultrapassou os limites do templo-palácio e tornou-se assunto dos cidadãos (ou da pólis): surge aí a palavra política, absolutamente relacionada à ideia de cidade. Enquanto os povos anteriores desenvolveram apenas as arquiteturas militar, religiosa e residencial, os gregos e romanos foram responsáveis pelo desenvolvimento de espaços próprios à manifestação da cidadania e dos afazeres cotidianos: a ágora grega definia-se como um grande espaço livre público destinado à realização de assembleias, rodeada por templos, mercados, e edifícios públicos. O espaço da ágora tornara-se um símbolo da nova visão de mundo que incluía o respeito aos interesses comuns e incentivador do debate entre cidadãos, ao invés da antiga ordem despótica.
Os assuntos religiosos, contudo, ainda possuíam um papel fundamental na vida mundana, mas agora foram incorporados aos espaços públicos da pólis. Os rituais populares tomavam lugar em espaços construídos para tal, em especial a acrópole. Cada lugar possuía a sua própria natureza (genius locci), inseridos em um mundo que convivia com o mito: os templos passaram a ser construídos no topo das colinas (criando um marco visual na cidade baixa e possibilitando um refúgio à população em tempos de guerra) de forma a tocar os céus.

###### Tópicos
- Arquitetura clássica
  - Arquitetura grega
  - Arquitetura romana

### Idade Média

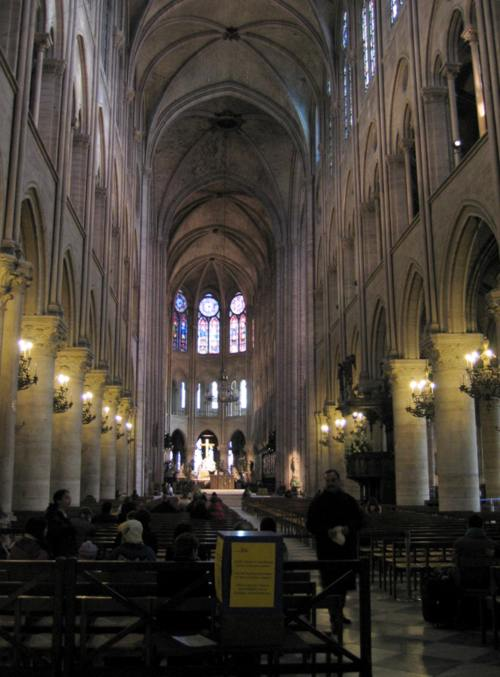
O espaço arquitetônico gótico

A tecnologia do período desenvolveu-se principalmente na construção das catedrais, estando o conhecimento tectônico sob o controle das corporações de ofícios.
Durante praticamente todo o período medieval, a figura do arquiteto (como sendo o criador solitário do espaço arquitetônico e da construção) não existe. A construção das catedrais, principal esforço construtivo da época, é acompanhada por toda a população e insere-se na vida da comunidade ao seu redor. O conhecimento construtivo é guardado pelas corporações, as quais reuniam dezenas de mestres-obreiros (os arquitetos de fato) que conduziam a execução das obras, mas também as elaboravam.
A Cristandade definiu uma visão de mundo nova, que não só submetia a vontade humana aos desígnios divinos como esperava que o indivíduo buscasse o divino. Em um primeiro momento, e devido às limitações técnicas, a concepção do espaço arquitetônico dos templos volta-se ao centro, segundo um eixo que incita ao percurso. Mais tarde, com o desenvolvimento da arquitetura gótica, busca-se alcançar os céus através da indução da perspectiva para o alto.

#### Estilos medievais
- Arquitetura paleocristã
- Arquitetura visigótica
- Arquitetura moçárabe
- Arquitetura bizantina
- Arquitetura mourisca
- Arquitetura românica
- Arquitetura gótica

### Idade Moderna

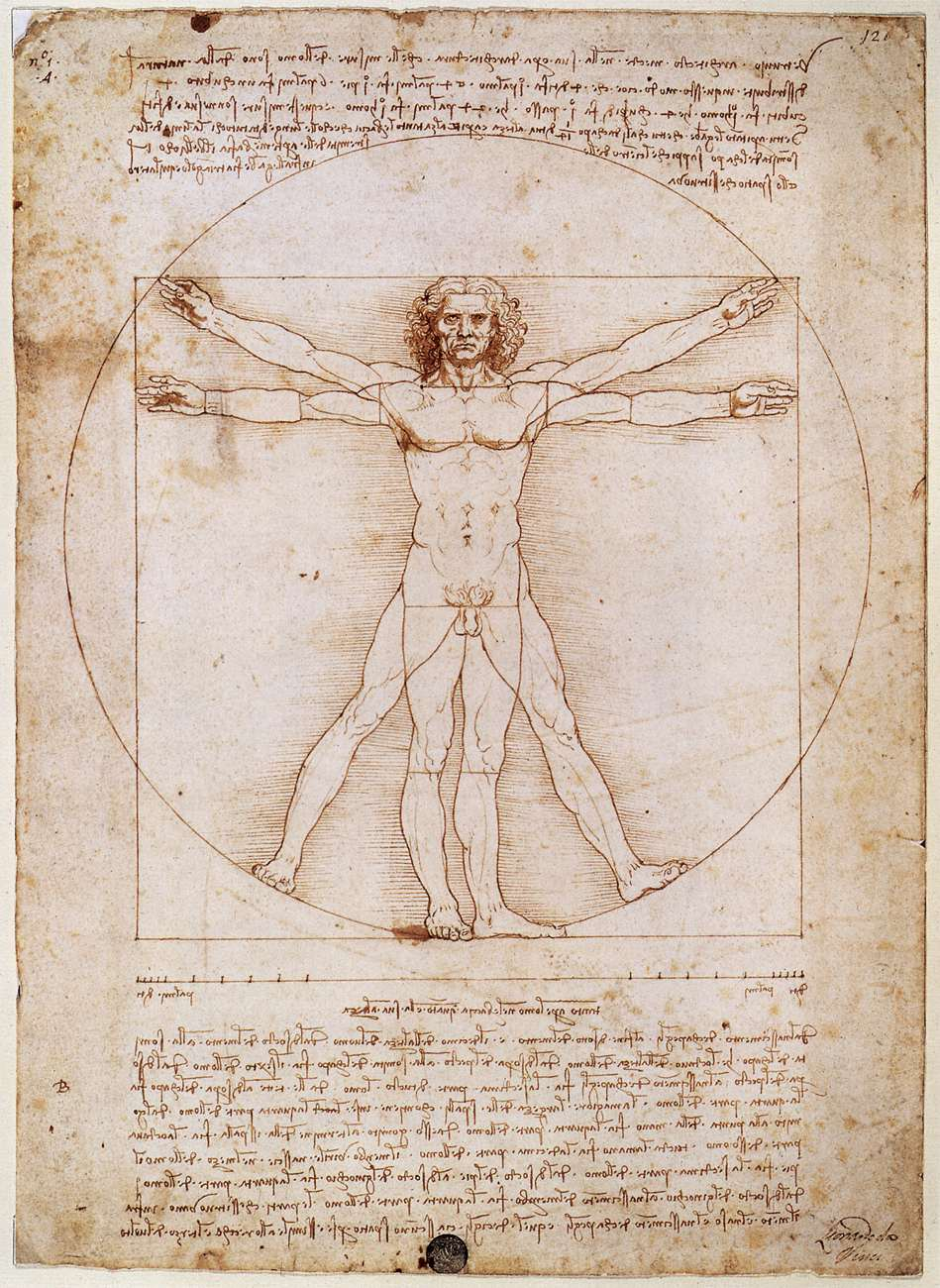
O homem vitruviano, interpretado por Leonardo da Vinci. Nele está sintetizado o espírito renascentista: clássico e humanista

Com o fim da Idade Média a estrutura de poder europeia modifica-se radicalmente. Começam a surgir os estados-nacionais e, apesar da ainda forte influência da Igreja Católica, o poder secular volta a subjugá-la, especialmente com as crises decorrentes da Reforma Protestante.
Antigos tratatos arquitetónicos romanos são redescobertos pelos novos arquitetos, influenciando profundamente a nova arquitetura. A relativa liberdade de pesquisa científica que se obteve permitiu algum avanço nas técnicas construtivas, permitindo novas experiências e a concepção de novos espaços.
Algumas regiões italianas, e Florença em especial, devido ao controle das rotas comerciais que levavam a Constantinopla, tornam-se as grandes potências mundiais e é nelas que se desenvolveram as condições para o desenvolvimento das artes e das ciências.
O estilo que sucedeu à Renascença é usualmente chamado barroco. Mas, ao passo que é fácil identificar os estilos anteriores por características definidas de reconhecimento, a tarefa não é tão simples no caso do barroco. O facto é que da Renascença em diante, quase até ao nosso tempo, os arquitetos usaram as mesmas formas básicas — colunas, pilastras, cornijas, entablamentos e molduras, todas elas inspiradas originalmente em ruínas clássicas. Num certo sentido, portanto, pode-se afirmar que o estilo renascentista de construção continuou desde o tempo de Brunelleschi até aos nossos dias. Muitos livros sobre arquitetura falam de todo esse período como Renascença. Por outro lado, é natural que, dentro de um tão largo período, os gostos e modas em construção tenham variado consideravelmente, e é conveniente ter rótulos distintos pelos quais possamos diferençar essas variações estilísticas. É um estranho fato que muitos desses rótulos que, para nós, são simplesmente nomes de estilos, foram originalmente palavras de injúria ou escárnio.
A palavra "gótico" foi primeiro usada pelos críticos de arte italianos da Renascença para caracterizar o estilo que eles consideravam bárbaro e que, na opinião deles, fora introduzido na Itália pelos godos, que destruíram o Império Romano e saquearam suas cidades. A palavra "maneirismo" ainda retém para muitas pessoas a sua conotação original de afetação e imitação superficial, de que os críticos do século XVII haviam acusado os artistas do final do século XVI. A palavra "barroco" foi um termo empregado pelos críticos de um período ulterior que lutavam contra as tendências seiscentistas e queriam expô-las ao ridículo. Barroco significa realmente absurdo ou grotesco, e era empregado por homens que insistiam em que as formas das construções clássicas jamais deveriam ser usadas ou combinadas a não ser do modo adotado pelos gregos e romanos. Desprezar as severas normas da arquitetura antiga parecia, a esses críticos, uma deplorável falta de gosto — daí terem rotulado o estilo de barroco.

#### Renascimento

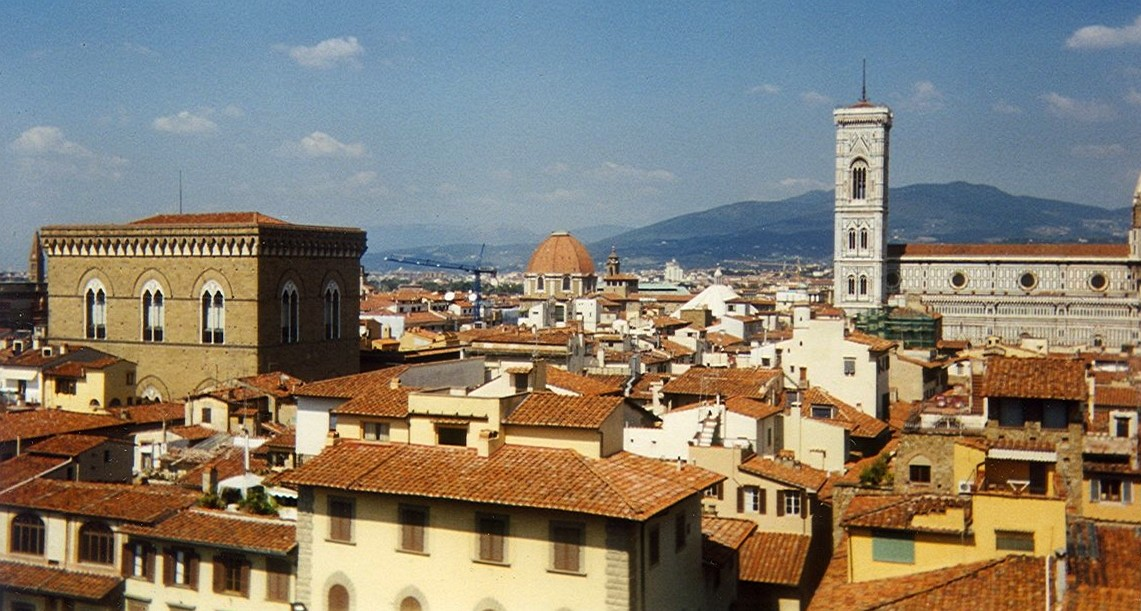
Paisagem florentina, um marco do Renascimento

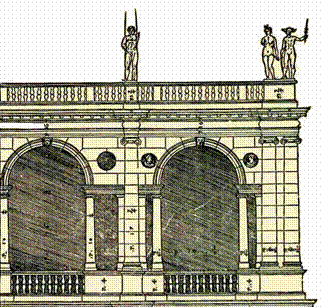
Palazzo della Ragione de Palladio.

O espírito renascentista evoca as qualidades intrínsecas existentes no ser humano. O progresso do Homem - científico, espiritual, social - torna-se um objetivo importante para o período. O Classicismo, redescoberto, e o Humanismo surgem como o guia para a nova visão de mundo que manifesta-se nos artistas do período.
A cultura renascentista mostra-se multidisciplinar e interdisciplinar. O que importa ao homem renascentista é o culto ao conhecimento e à razão, não havendo para ele separação entre as ciências e as artes. Tal cultura mostrou-se um campo fértil para o desenvolvimento da arquitetura, uma matéria que da mesma forma não vê limite entre as duas áreas.
A arquitetura renascentista mostrou-se clássica, mas não se pretendeu neoclássica. Com a descoberta dos antigos tratados (incompletos) da arquitetura clássica (dentre os quais, o mais importante foi De Architetura de Vitrúvio, base para o tratado De Re Aedificatoria de Alberti), deu-se margem a uma nova interpretação daquela arquitetura e sua aplicação aos novos tempos. Conhecimentos obtidos durante o período medieval (como o controle das diferentes cúpulas e arcadas) foram aplicados de uma nova forma, incorporando os elementos da linguagem clássica.
A descoberta da perspectiva é um aspecto importante para se entender o período (e especialmente a perspectiva central): a ideia de infinito trazida pela manipulação do ponto de fuga foi bastante utilizada como elemento cênico na concepção espacial daqueles arquitetos.
A perspectiva representou uma nova forma de entender o espaço como algo universal, compreensível e controlável através da razão do Homem. O desenho tornou-se o principal meio de projetação, assim como surge a figura do arquiteto solitário (diferente da concepção coletiva dos edifícios medievais). Os novos meios de concepção do projeto influenciaram a concepção espacial dos edifícios no sentido em que as visuais são controladas, direcionadas para um ponto de vista específico. O poder da perspectiva de representar universalmente a realidade não se limitou a apenas descrever a experiência, mas também a antecipá-la projetando a imagem de volta à realidade.
Entre os principais arquitetos da Renascença se incluem Vignola, Alberti, Brunelleschi e Michelângelo.

#### Maneirismo
Com o desenrolar do Renascimento e o constante estudo e aplicação dos ideais clássicos, começa a surgir entre os artistas do período um certo sentimento anticlássico, ainda que suas obras continuassem, em essência, predominantemente clássicas. Neste momento, surge aquele que foi chamando de maneirismo.
Os arquitetos maneiristas (que rigorosamente podem continuar sendo chamados de renascentistas) apropriam-se das formas clássicas mas começam a desconstruir seus ideais. Alguns exemplos do maneirismo:
- São constantes as referências visuais em espaços internos aos elementos típicos da composição de espaços externos: janelas que se voltam para dentro, tratamento de escadas externas em alas interiores de edifícios, etc.
- O já consagrado domínio da perspectiva permite experimentações diversas que fogem ao espaço perspectico dos períodos anteriores.

#### Século XVIIeXVIII
Os séculos seguintes ao Renascimento assistiram a um processo cíclico de constante afastamento e reaproximação do ideário clássico. O barroco, em um primeiro momento, potencializa o descontentamento do maneirismo pelas normas clássicas e propicia a gênese de um tipo de arquitetura inédita, ainda que frequentemente possua ligações formais com o passado. Da mesma forma que o barroco representou uma reação ao Renascimento, o neoclassicismo, mais tarde, constituirá uma reação ao barroco e uma forte tendência ao passadismo e à recuperação do clássico. Este período de dois séculos, portanto, será marcado por um ciclo de dúvidas e incertezas a respeito da validade das ideias clássicas.

##### Arquitetura barroca

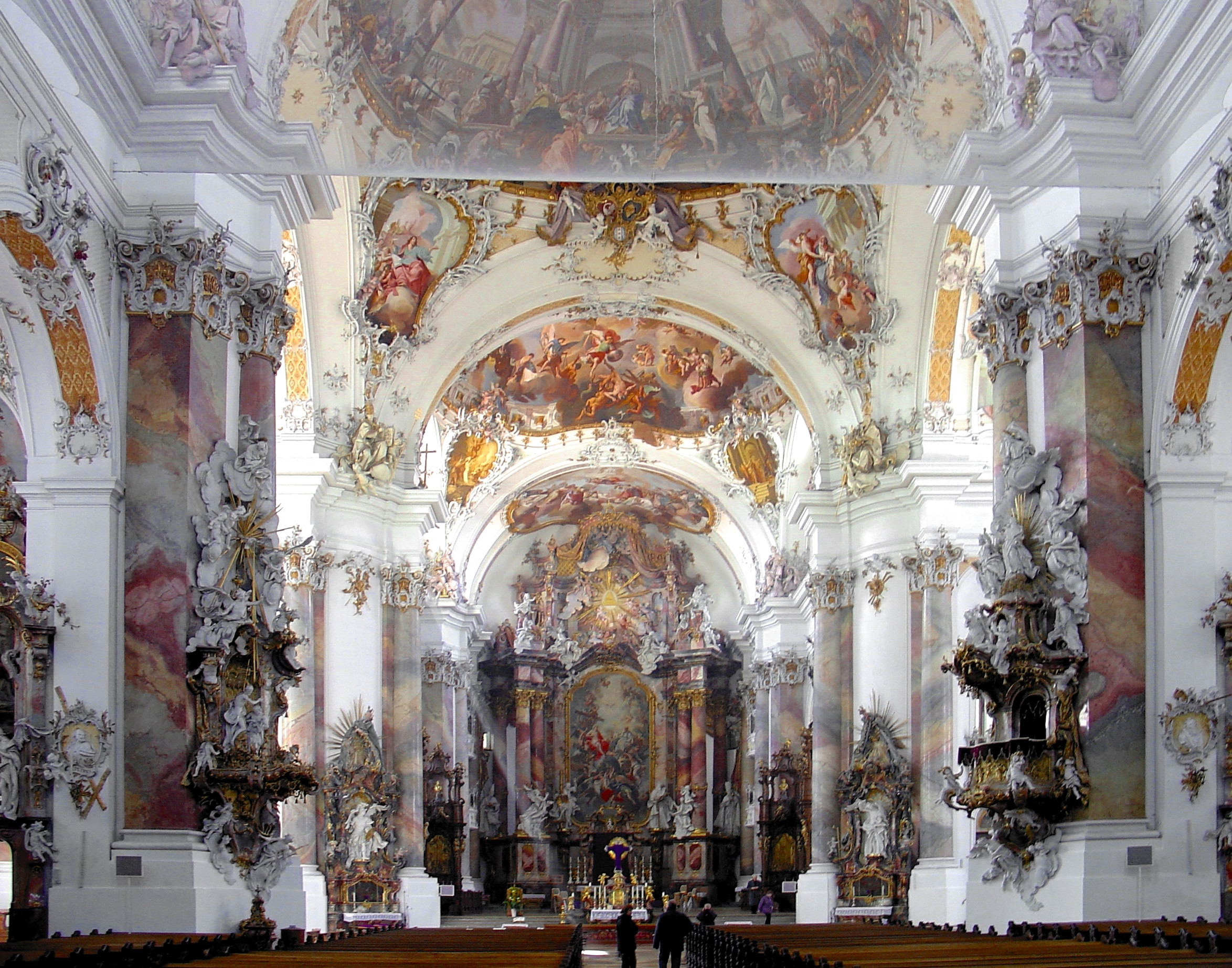
A ostentação formal nos espaços do barroco e do rococó.

O barroco surge no cenário artístico europeu em dois contextos bastante claros durante o século XVII: primeiramente havia a sensação de que, com o avanço científico representado pelo Renascimento, o classicismo, ainda que tivesse alavancado este progresso, não mais tinha condições de oferecer todas as respostas necessárias às dúvidas do Homem. O Universo não era mais o mesmo, o mundo havia se expandido e o indivíduo sentia querer experimentar um novo tipo de contato com o divino e o metafísico. As formas luxuriantes do barroco, seu espaço elíptico, definitivamente antieuclidiano, foram uma resposta a estas necessidades.
O segundo contexto é o da Contra-Reforma promovida pela Igreja Católica. Com o avanço das igrejas protestantes, a antiga ordem romana cristã (que, em certo sentido, havia incentivado o advento do mundo renascentista) estava sendo suplantada por novas visões de mundo e novas atitudes perante o Sagrado. A Igreja sentiu a necessidade de renovar-se para não perder os fiéis, e viu na promoção de uma nova estética a chance de identificar-se neste novo mundo. As formas do barroco foram promovidas pela instituição em todo o mundo (especialmente nas colônias recém-descobertas), tornando-o o estilo católico, por excelência.

##### Arquitetura neoclássica

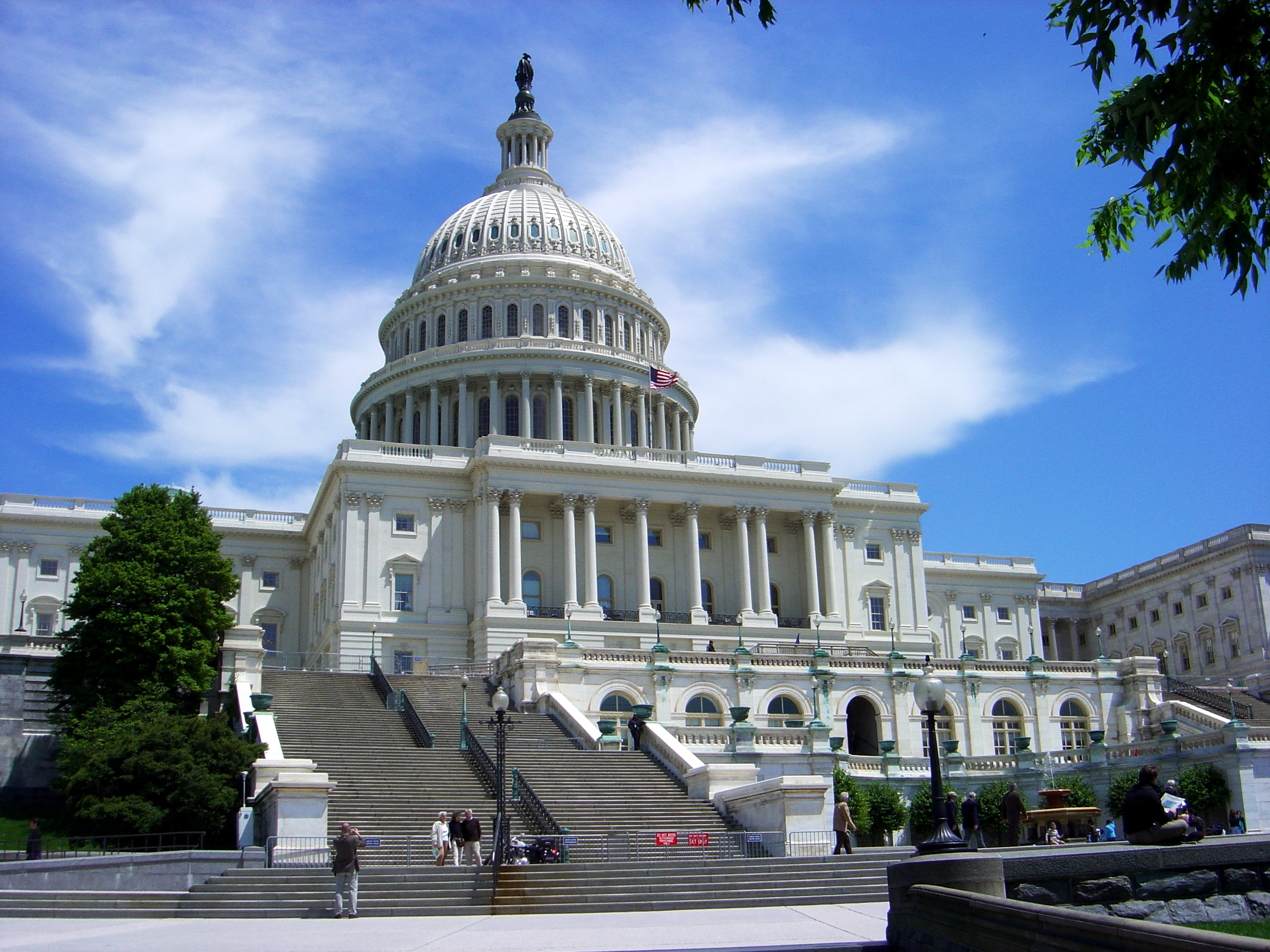
O Capitólio de Washington, exemplar do neoclassicismo arquitetônico

No fim do século XVIII e início do XIX, a Europa assistiu a um grande avanço tecnológico, resultado direto dos primeiros momentos da Revolução Industrial e da cultura iluminista. Foram descobertas novas possibilidades construtivas e estruturais, de forma que os antigos materiais (como a pedra e a madeira) passaram a ser substituídos gradativamente pelo concreto (betão) (e mais tarde pelo concreto armado) e pelo metal.
Paralelamente, profundamente influenciados pelo contexto cultural do Iluminismo europeu, os arquitetos do século XVIII passaram a rejeitar a religiosidade intensa da estética anterior e o exagero luxuriante do barroco. Buscava-se uma síntese espacial e formal mais racional e objetiva, mas ainda não se tinha uma ideia clara de como aplicar as novas tecnologias em uma nova arquitetura. Inseridos no contexto do neoclassicismo nas artes, aqueles arquitetos viram na clássica a arquitetura ideal para os novos tempos.
O neoclassicismo não se pretendeu, de fato, um estilo novo (diferente da arte clássica renascentista). Ocorria muito mais uma cópia do repertório formal clássico e menos uma experimentação desta forma, tendo como diferença a aplicação das novas tecnologias.

##### Tópicos
- Arquitetura barroca
- Arquitetura rococó
- Arquitetura neoclássica

### Idade Contemporânea
As cidades passam a crescer de modo inédito e novas demandas sociais relativas ao controle do espaço urbano devem ser respondidas pelo Estado, o que acabará levando ao surgimento do urbanismo como disciplina acadêmica. O papel da arquitetura (e do arquiteto) será constantemente questionado e novos paradigmas surgem: alguns críticos alegam que surge uma crise na produção arquitetônica que permeia todo o século XIX e somente será resolvida com o advento da arquitetura moderna

#### Século XIX

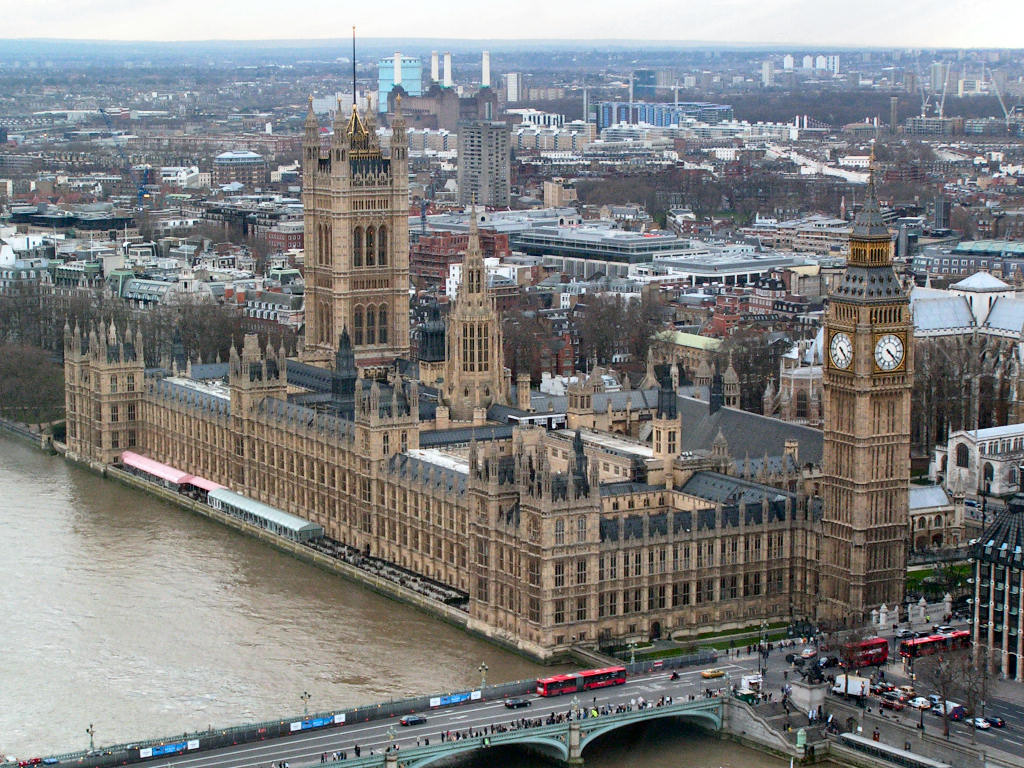
O Parlamento inglês é uma das realizações mais exemplares da arquitetura revivalista inglesa

Todo o século XIX assistirá a uma série de crises estéticas que se traduzem nos movimentos chamados revivalistas: ou pelo fato das inovações tecnológicas não encontrarem naquela contemporaneidade uma manifestação formal adequada, ou por diversas razões culturais e contextos específicos, os arquitetos do período viam na cópia da arquitetura do passado e no estudo de seus cânones e tratados uma linguagem estética legítima de ser trabalhada. O primeiro destes movimentos foi o já citado neoclássico, mas ele também vai se manifestar na arquitetura neogótica inglesa, profundamente associada aos ideais românticos nacionalistas. Os esforços revivalistas que aconteceram principalmente na Alemanha, França, Inglaterra, por razões especialmente ideológicas, viriam mais tarde a se transformar em um mero conjunto de repertórios formais e tipológicos diversos, que evoluiriam para o ecletismo, considerado por muitos como o mais decadente e formalista entre todos os estilos históricos.
A primeira tentativa de resposta à questão tradição x industrialização (ou entre as artes e os ofícios) se deu pelo pensamento dos românticos John Ruskin e William Morris, proponentes de um movimento estético que ficou conhecido justamente por Arts & crafts (cuja tradução literal é "artes e ofícios"). O movimento propõs a pesquisa formal aplicada às novas possibilidades industriais vendo no artesão uma figura de destaque: para eles, o artesão não deveria ser extinto com a indústria, mas tornar-se seu agente transformador, seu principal elemento de produção. Com a diluição dos seus ideais e a dispersão de seus defensores, as ideias do movimento evoluíram, no contexto francês, para a estética do art nouveau, considerado o último estilo do século XIX e o primeiro do século XX..

##### Tópicos
- Arquitetura neogótica
- Arts & crafts
- Art nouveau
- Arquitetura eclética

#### Século XX

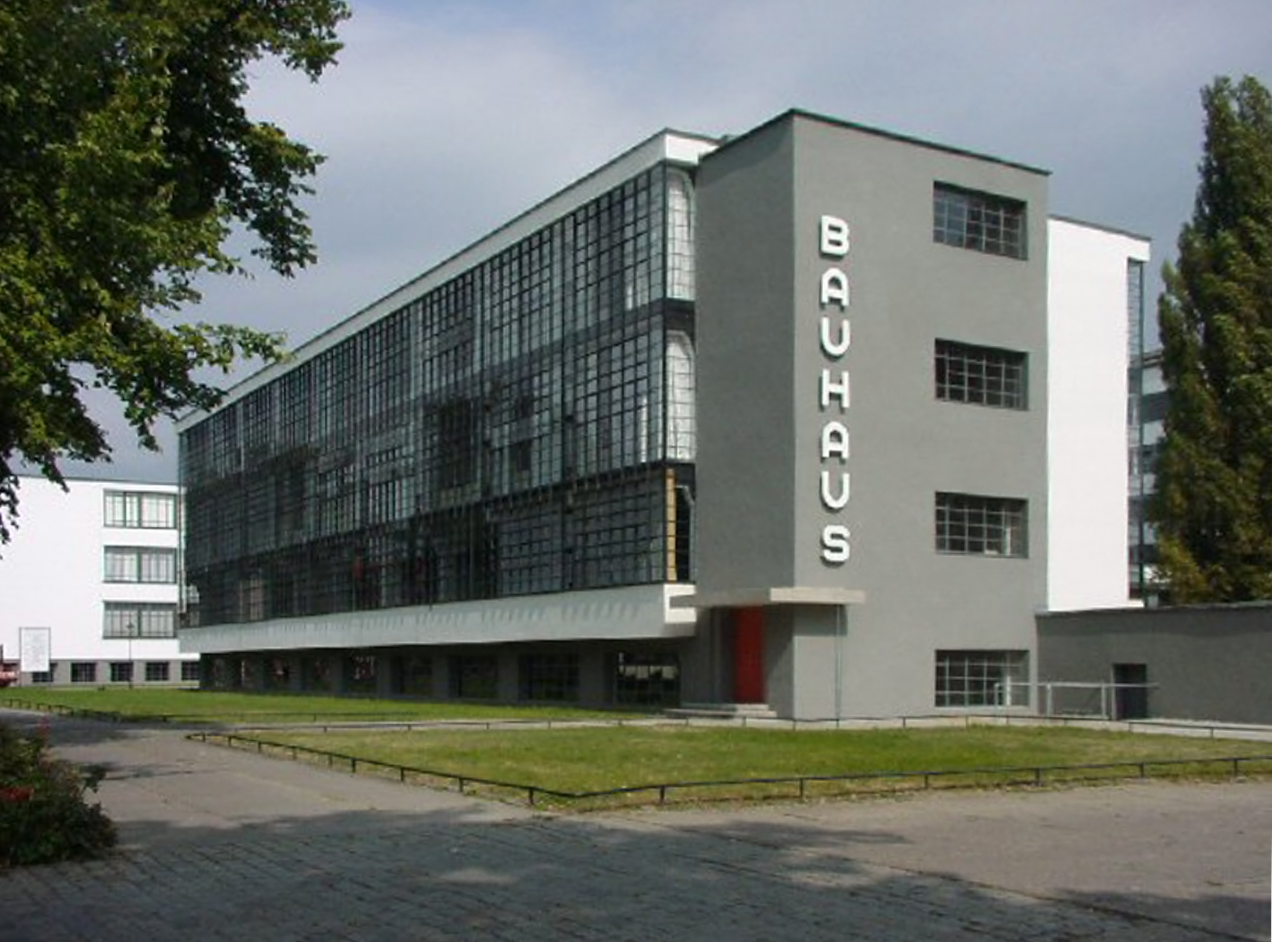
O Modernismo da Bauhaus

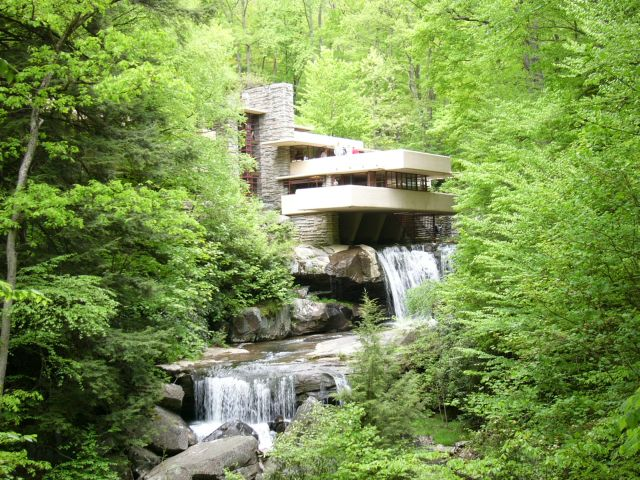
A Casa da Cascata, de Frank Lloyd Wright, um ícone da arquitetura orgânica.

Logo nas primeiras décadas do século XX tornou-se muito clara uma distinção entre os arquitetos que estavam mais próximos das vanguardas artísticas em curso na Europa e aqueles que praticavam uma arquitetura ligada à tradição (em geral de características historicistas, típica do ecletismo). Ainda que estas duas correntes estivessem, em um primeiro momento, cheias de nuances e meios-termos, com a atividade "revolucionária" proposta por determinados artistas, e principalmente com a atuação dos arquitetos ligados à fundação da Bauhaus na Alemanha, com a Vanguarda Russa na União Soviética e com o novo pensamento arquitetônico proposto por Frank Lloyd Wright nos Estados Unidos e Le Corbusier na Europa (sendo forte fator definitivo da Arquitetura Moderna no Brasil, em especial através da obra de Oscar Niemeyer e Lúcio Costa), a cisão entre elas fica bastante nítida e o debate arquitetônico se transforma, de fato, em um cenário povoado de partidos e movimentos caracterizados como tal.
A renovação estética proposta pelas vanguardas (especialmente pelo cubismo, pelo neoplasticismo, pelo construtivismo e pela abstração) no campo das artes plásticas abre o caminho para uma aceitação mais natural das propostas dos novos pensamentos arquitetônicos, baseados na crença em uma sociedade regulada pela indústria, na qual a máquina surge como um elemento absolutamente integrado à vida humana e no qual a natureza está não só dominada como também se propõem novas realidades diversas da natural.
De uma forma geral, as novas teorias que se discutem a respeito da arte e do papel do artista vêem na indústria (e na sociedade industrial como um todo) a manifestação máxima de todo o trabalho artístico: artificial, racional, preciso, enfim, moderno. A ideia de modernidade surge como um ideário ligado a uma nova sociedade, composta por indivíduos formados por um novo tipo de educação estética, gozando de novas relações sociais, na qual as desigualdades foram superadas pela neutralidade da razão. Este conjunto de ideias vê na arquitetura a síntese de todas as artes, visto que é ela quem define e dá lugar aos acontecimentos da vida cotidiana. Sendo assim, o campo da arquitetura abarca todo o ambiente habitável, desde os utensílios de uso doméstico até toda a cidade: para a arte moderna, não existe mais a questão artes aplicadas x artes maiores (todas elas estão integradas em um mesmo ambiente de vida).
A arquitetura moderna será, portanto, caracterizada por um forte discurso social e estético de renovação do ambiente de vida do homem contemporâneo. Este ideário é formalizado com a fundação e evolução da escola alemã Bauhaus: dela saem os principais nomes desta arquitetura. A busca de uma nova sociedade, naturalmente moderna, era entendida como universal: desta maneira, a arquitetura influenciada pela Bauhaus se caracterizou como um algo considerado internacional (daí a corrente de pensamento associada a ela ser chamada international style, título vindo de uma exposição promovida no MoMA de Nova Iorque).

##### Tópicos principais

###### Primeira metade do século
- Art decó
- Arquitetura moderna
  - Bauhaus
  - Arquitetura construtivista
  - Arquitetura orgânica
  - International style
  - Arquitetura brutalista

###### Segunda metade do século até os dias de hoje
- Arquitetura pós-moderna
  - Arquitetura desconstrutivista
  - Arquitetura high-tech

## Arquitetura contemporânea
A arquitetura praticada nas últimas décadas tem se caracterizado, de uma forma geral, como reação às propostas da arquitetura moderna: ora os arquitetos atuais relêem os valores modernos e propõem novas concepções estéticas (o que eventualmente se caracterizará como uma atitude dita "neomoderna"); ora eles propõem projetos de mundo radicalmente novos, procurando apresentar projetos que, eles próprios, sejam paradigmas antimodernistas, conscientemente desrespeitando os criticados dogmas do modernismo.
As primeiras reações negativas à acusada excessiva dogmatização que a arquitetura moderna propôs no início do século surgiram, de uma forma sistêmica e rigorosa, por volta da década de 1970, tendo em nomes como Aldo Rossi e Robert Venturi seus principais expoentes (embora teóricos como Jane Jacobs tenham promovido críticas intensas, porém isoladas, à visão de mundo do modernismo já nos anos 1950, especialmente no campo do urbanismo).
A crítica antimodernista, que em um primeiro momento se restringiu à especulação de ordem teórico-acadêmica logo ganhou experiências práticas. Estes primeiros projetos estão de uma forma geral ligados à ideia da revitalização do "referencial histórico", colocando explicitamente em cheque os valores anti-historicistas do modernismo.
Durante a década de 1980 a revisão do espaço moderno evoluiu para a sua total desconstrução, a partir de estudos influenciados (especialmente) por correntes filosóficas como o desconstrutivismo. Apesar de altamente criticada, esta linha de pensamento estético também se manteve restrita aos estudos teóricos e, na década de 1990, seduziram o grande público e se tornaram sinônimo de uma "arquitetura de vanguarda". Nomes como Rem Koolhaas, Peter Eisenman e Zaha Hadid estão ligados a este movimento. O arquiteto norte-americano Frank Gehry, apesar de ser apontado pela grande mídia como arquiteto desconstrutivo, tem sua obra criticada pelos próprios membros do movimento.

### Conclusão
Apesar das tentativas de classificar as várias correntes da produção contemporânea, não há de fato um grupo pequeno de "movimentos" ou "escolas" que reúna sistematicamente as várias opções que têm sido feitas por arquitetos ao redor de todo o mundo.
Sinteticamente, pode-se dizer que a arquitetura continuamente apresentada pela mídia especializada como representativa do atual momento histórico (ou, por outro lado, como uma produção de vanguarda) pode ser resumida em quatro ou cinco grandes blocos, mas eles não seriam a reprodução fiel da verdadeira produção arquitetônica cotidiana, vivenciada ao redor de todo o mundo.